# Erik Andersson den yngre i Lundby
Erik Andersson den yngre (i riksdagen kallad Andersson i Lundby), född 27 juni 1819 i Altuna socken, död 1 mars 1885 i Badelunda socken, var en svensk riksdagsman i bondeståndet.
Andersson företrädde Tuhundra, Siende och Snevringe härader av Västmanlands län vid riksdagen 1862–1863. Han var då suppleant i bevillningsutskottet, deputerad att övervara invigningen av västra stambanan, ledamot i bondeståndets enskilda besvärsutskott, statsrevisorssuppleant och suppleant i förstärkta bankoutskottet.